# 花さくらんぼ
『花さくらんぼ』（はなさくらんぼ）は、風間京子の小説作品、及びそれを原作としたドラマ化作品である。

## TVドラマ
1984年2月27日～4月20日にTBS「花王 愛の劇場」枠にて放送された。連続テレビ映画。全40話。

### キャスト
- 陽子 ………… 坂上味和
- 秀一 ………… 村野武憲（現・村野武範）
- 武一 ………… 三ツ木清隆
- 初江 ………… 宮内順子
- 京子 ………… 衣通真由美
- 岡田医師 …… 高橋昌也
- 松沢医師 …… 和崎俊哉
- 照代 ………… 浦里はる美
- 明子 ………… 幸田直子
- 紀子 ………… 岸野佑香
- 浅沼友紀子
- ひし美ゆり子
- 鶴田忍
- 津村隆（現・津村鷹志）
- 和田周
- 川村禾門
- 山口真司
- 千葉裕子
- 藤里まゆみ
- 森美香
- 別府康子

### スタッフ
- 脚本 - 高岡尚平、米田いずみ
- 音楽 - 青山八郎
- 監督 - 八木美津雄 、菱田義雄
- 協力 - 日本筋ジストロフィー協会、岩手放送
- プロデューサー - 桜林甫（松竹）、金川克斗志（TBS）
- 製作 - TBS、松竹

### 主題歌
- 『春一輪』　歌 - 日野美歌　(テイチクレコード)
  - 作詞 - 池田充男、作曲 - 青山八郎、編曲 - 薗広昭